# Bai hao yinzhen

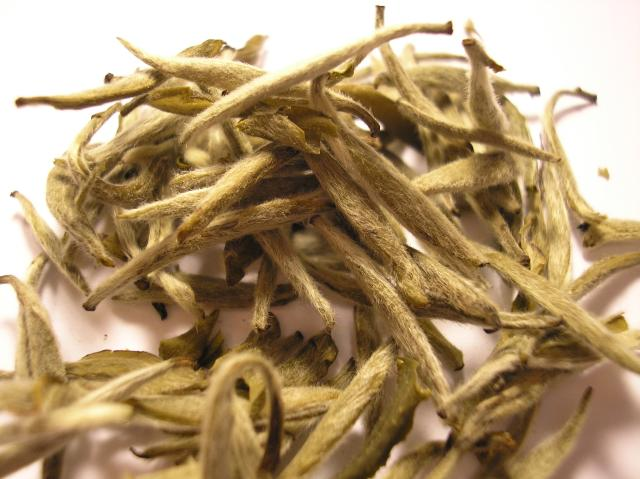
Du Bai Hao Yin Zhen du Fuding (chaque bourgeon fait environ 30 mm).

Le Bai hao yinzhen (chinois simplifié : 白毫银针 ; chinois traditionnel : 白毫銀針 ; pinyin : bái háo yínzhēn ; litt. « Aiguilles d'argent velue blanche ») est un thé blanc rare et cher, produit dans la province du Fujian, au sud-est de la Chine. Il fait partie des grands thés les plus célèbres de Chine. Le Bai mudan est l'autre grande variété de thé blanc, également produite au Fujian.

## Fabrication
Le Bai hao yinzhen est principalement cultivé dans la ville-district de Fuding, dans la ville-préfecture de Ningde, ainsi que les comtés de Zhenghe (dans la ville-préfecture de Nanping) et Shuijie, près de la rivière Min (ou Min jiang) et du Mont Taimu.
En raison de son procédé de préparation — difficile à maîtriser — et de sa faible production, le Bai hao yinzhen est probablement le meilleur thé blanc de Chine et même du monde[réf. nécessaire] (et aussi l'un des plus chers).
Comme tous les thés blancs, le Bai hao yinzhen ne subit que deux opérations : un flétrissage au doux soleil printanier et un séchage à basse température. 
Des conditions climatiques particulières sont primordiales : 
- un soleil matinal, pour éliminer l’humidité nocturne à la surface des bourgeons.
- au moins 48 heures de soleil après la cueillette, temps nécessaire au flétrissement des « Aiguilles d'argent », qui se déroule en plein air sur des clayettes en bambou.

Pour obtenir un kilogramme d’« Aiguilles d'argent », il faut cueillir plus de 120 000 bourgeons duveteux.

## Santé

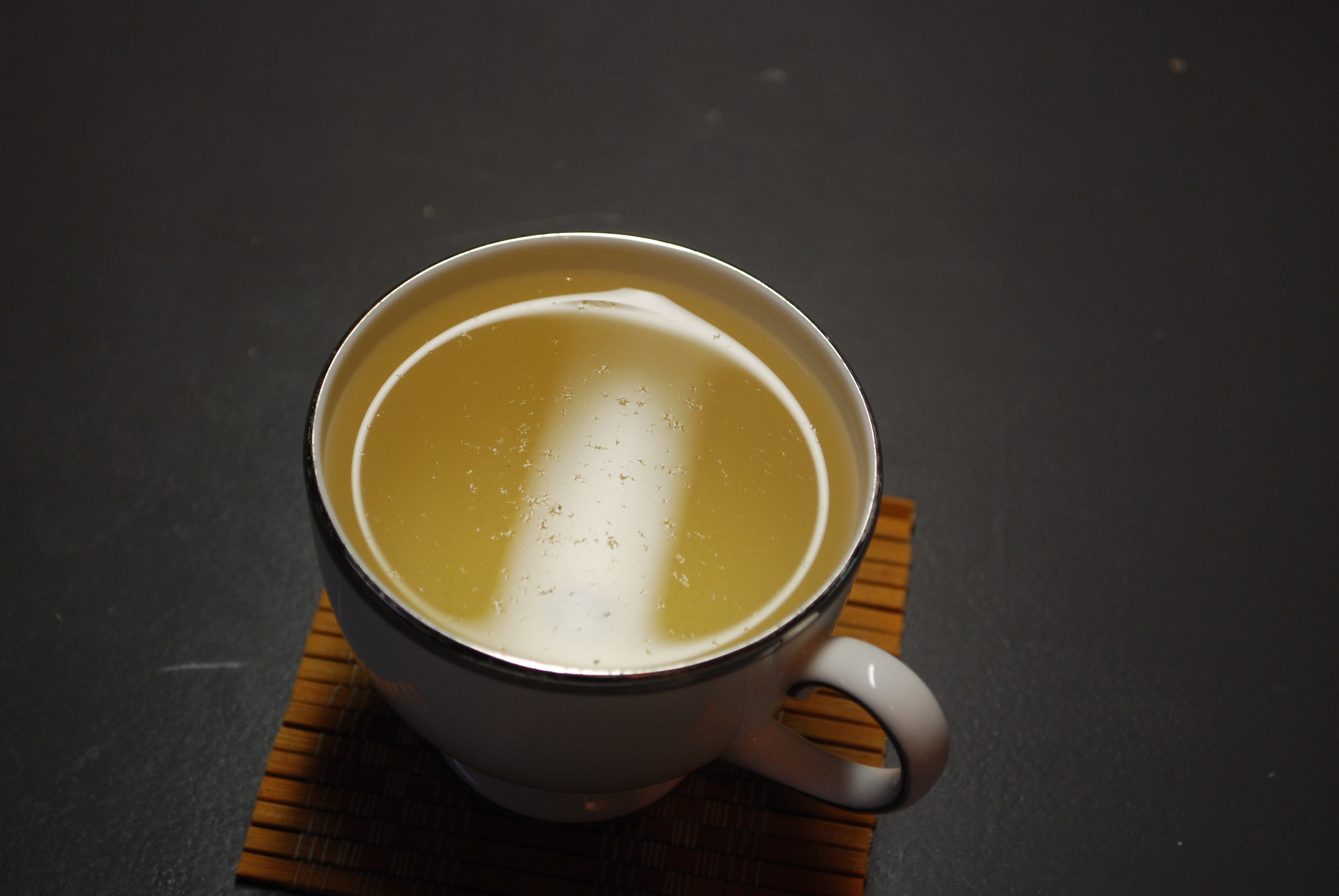
Une tasse de Bai hao yinzhen.

La liqueur obtenue après infusion est très pâle avec des notes tirant sur le miel, et ne possède aucune astringence, amertume ou goût herbeux, même en cas d'infusion très longue.
Les thés blancs de type Bai hao yinzhen sont les thés les plus riches en anti-oxydants, car les bourgeons duveteux sont très riches en huiles aromatiques.
Sa richesse en polyphénols anti-oxydants fait du Bai hao yinzhen un atout santé non négligeable.[réf. nécessaire] Il est réputé en Chine pour soigner des maladies telles que l'arthrose, l’ostéoporose, le diabète ou les maladies cardio-vasculaires.[réf. souhaitée]

## Histoire
Le Bai hao yinzhen a été produit pour la première fois sous la dynastie chinoise des Song (960 à 1279 EC). La légende attribue à l'empereur Hui Zong (1101-1125) la découverte du goût plus doux et plus rafraîchissant de ces jeunes bourgeons duveteux ressemblants aux aiguilles en argent utilisées en acupuncture. À cette époque, ce thé était réservé à l'Empereur et à sa cour.